# 薩爾瓦特拉-迪馬古什
39°1′N 8°47′W / 39.017°N 8.783°W
薩爾瓦特拉-迪馬古什（葡萄牙语：Salvaterra de Magos，葡萄牙語發音：[ˌsalvɐˈtɛʁɐ ðɨ ˈmaɣuʃ] ⓘ）是葡萄牙的城鎮，位於該國中部，由聖塔倫區負責管轄，始建於1295年，面積243.93平方公里，2011年人口22,159，人口密度每平方公里90.84人。